# Freedom Toaster

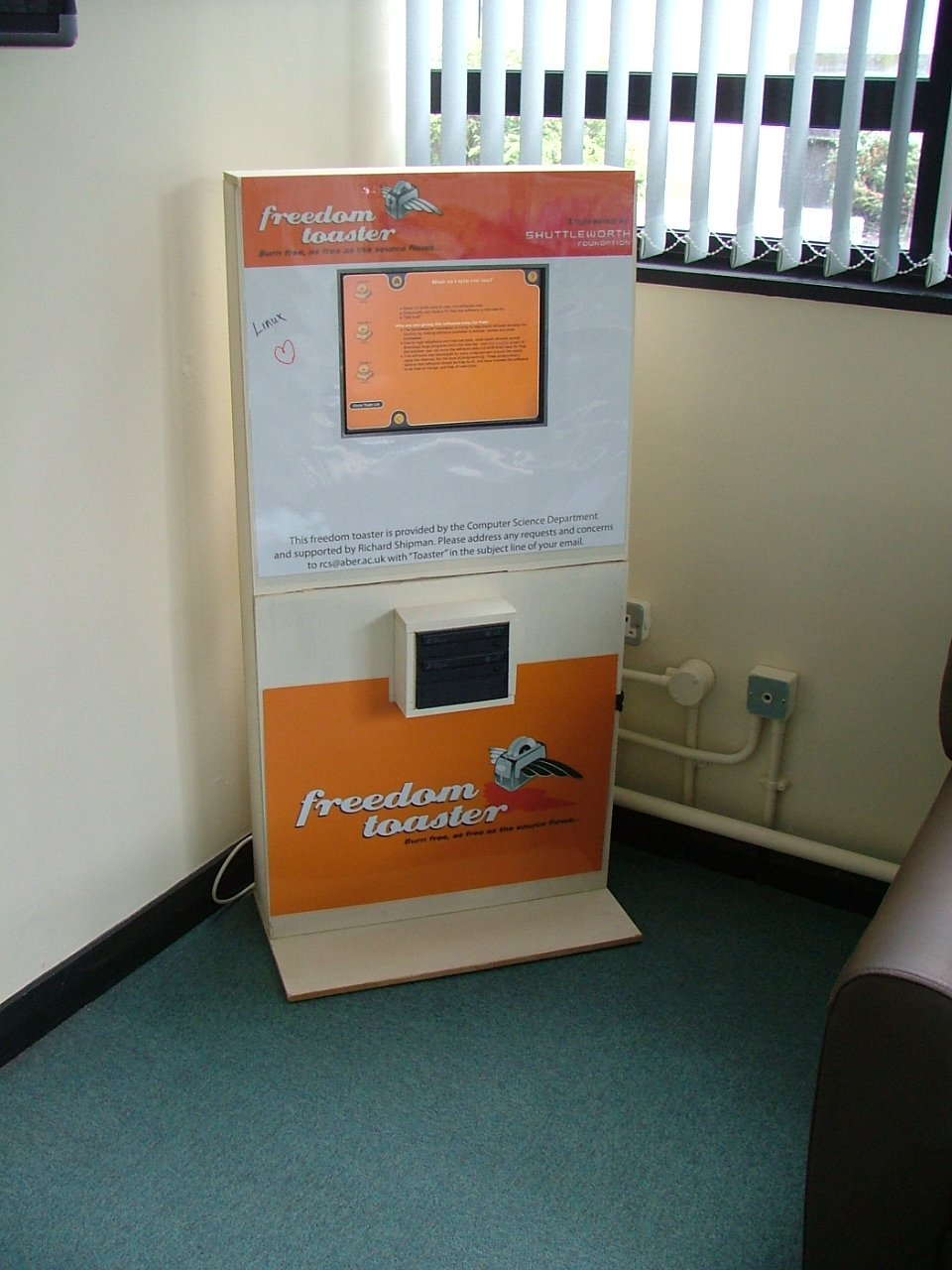
Freedom Toaster en Aberystwyth.

El Freedom Toaster es un kiosko público que permite grabar copias de software libre en un CD o DVD proporcionado por el usuario.

## Historia
El proyecto original Freedom Toaster fue patrocinado por Mark Shuttleworth de la Fundación Shuttleworth. Consistía en un kiosko habilitado con grabadoras de CD/DVD, para que el público en general pudiera grabar copias de software libre y de código abierto en un CD o DVD en blanco proporcionado por el usuario.
El proyecto comenzó como una solución para solventar la dificultad de obtener Linux en particular y otro software open-source en Sudáfrica, donde se torna difícil la opción de descargar archivos de Internet de la magnitud de un CD o DVD.
Actualmente se encuentran instalados Freedom Toasters en los siguientes lugares: Bloemfontein, Ciudad del Cabo (2), Diepkloof, Durban, East London, Grahamstown, Johannesburg (5), Knysna, Namibia, Pietermaritzburg, Port Elizabeth, Port Shepstone, Potchefstroom, Pretoria (3) y Stellenbosch.

## Funciones
El kiosko Freedom Toaster se coloca en una escuela, biblioteca, centro comercial o en algún otro lugar de acceso público. Los usuarios llegan al kiosko con sus discos ópticos en blanco y seleccionan el software que desean en una pantalla touchscreen en su mayoría. Entonces el kiosko realizara la grabación del software seleccionado en el cd-r brindado por el usuario.
El nombre proviene de "Freedom-Libertad" lo cual se refiere a software libre y de código abierto. Y la palabra "Toaster" que es un término adjudicado a las unidades

## Propósito
Los kioskos Freedom Toaster proporcionan una forma a los usuarios de computadoras con desventajas económicas y áreas con acceso limitado o sin acceso a Internet para obtener software. Proporcionando este servicio, las personas detrás del Freedom Toaster esperan direccionar el problema de la brecha digital.
La Seneca Freedom Toaster permite a los estudiantes y al personal en la escuela, fácil acceso al software libre y gratis que puede ser útil para el currículo y niveles de desarrollo relacionados.

## Disponibilidad
Los kioscos Freedom Toaster están en su mayoría disponibles en Sudáfrica y actualmente están bajo el soporte de la fundación Shuttleworth. 
La fundación está intentando conseguir que otros adopten la idea proveyendo las herramientas para crear, dar soporte y mantenimiento a su propia Freedom Toaster. El Seneca Freedom Toaster está disponible en el campus de la universidad Seneca en Toronto, Canadá. Este proyecto estudiantil ha sido promocionado por la escuela.
La fundación Shuttlesworth también ha aportado financiación inicial a Brett Simpson que, a través de la iniciativa Breadbin Interactive, ha creado un modelo de negocio sostenible con la idea.
La iniciativa ha sido adoptada independientemente por la compañía Zyxware Technologies, que asociada con Free Software Users Group , en la ciudad de Thiruvananthapuram, promueve los Freedom Toasters como un método viable para extender el software libre en la India.